# Ruby Blue
Ruby Blue ist das Debütalbum der irischen Musikerin Róisín Murphy aus dem Jahre 2005.

## Entstehung
Nachdem Róisín Murphy und Mark Brydon ihr gemeinsames Electronica-Duo Moloko aufgelöst hatten, begann Murphy mit der Arbeit zu Ruby Blue. Für das Album konnte sie als Produzenten Matthew Herbert gewinnen, der für seine Musique-concrète-Ansätze bekannt ist.
Nachdem einige der Titel eingespielt und der Plattenfirma vorgelegt worden waren, fand diese die Stücke nicht erfolgversprechend und bat Murphy, die Lieder für das Radio zugänglicher zu gestalten. Diese lehnte ab und erwiderte, dass sie die Platte „so pur wie möglich haben möchte“. Die Plattenfirma tolerierte dies später.
Das eingespielte Material wurde zunächst auf drei EPs mit den Titeln Sequins 1, Sequins 2, und Sequins 3 jeweils im Januar, Februar und Mai 2005 auf 12"-Vinyl-Schallplatten veröffentlicht, bevor man es zusammen auf einer Platte unterbrachte.

## Plattencover
Das Cover stammt von Simon Henwood, der die Sängerin nach Durchsicht ihrer Garderobe in Pailletten kleidete und zeichnete. Er beschrieb den bildlichen Charakter Murphy als „Disco-Electro-Pop-Diva im 1940er-Look“. Henwood führte später auch Regie bei den Musikvideos der Singles.

## Kompositionen
Auf der Platte vereint ist ein Mix aus Electronica und Jazz der frühen 1920er Jahre, einem Faible Herberts. Die Instrumente, vornehmlich Blech- und Holzblasinstrumente sind über Geräusche von unter anderem eines Weckers, Wasserspenders und Haarsprays gelegt. Die Texte handeln von Murphys Beziehungen zu Ex-Freund und Moloko-Mitstreiter Mark Brydon und später zu Simon Henwood.

## Titelliste
Titel 1–12 – Musik / Text: Róisín Murphy, Matthew Herbert
1. Leaving The City – 4:49
2. Sinking Feeling – 3:32
3. Night Of The Dancing Flame – 3:26
4. Through Time – 5:58
5. Sow Into You – 3:56
6. Dear Diary – 5:50
7. If We’re In Love – 4:31
8. Ramalama (Bang Bang) – 3:35
9. Ruby Blue – 2:48
10. Off On It – 5:22
11. Prelude To Love In The Making – 0:53
12. The Closing Of The Doors – 3:29

## Rezeption

### Kritiken
Die Platte erhielt gute Kritiken. Allmusic schrieb, dass "Murphy die verführende Sinnlichkeit und unvorhersehbaren Eigenheiten beibehält, die Moloko so einzigartig machten, ohne aufgewärmt zu klingen". Pitchfork Media bemerkte, dass "es kaum möglich sei, dass irgendjemand nicht für möglich halten könnte, dies sei das Beste, was Murphy jemals gemacht hätte".

### Verwendung
Mehrere Songs fanden Verwendung in TV-Serien, unter anderem Ruby Blue, Ramalama (Bang Bang), Love In The Making und Night Of The Dancing Flame in Grey’s Anatomy. Zwei Songs wurden für die Reality Show So You Think You Can Dance verwendet. Ruby Blue wurde die Titelmelodie für MTV-Italy-Talkshow Very Victoria mit Victoria Cabello.

## Chartplatzierungen
Murphys Erstlingswerk war weniger erfolgreich als ihre Arbeiten mit Moloko. Das Album erreichte Platz 80 in Billboard European Top 100 Albums und fiel in der darauffolgenden Woche wieder heraus. In den UK-Charts erreichte es Platz 88. Am erfolgreichsten war es in Belgien, wo es bis auf Platz sieben kletterte und 12 Wochen in den Charts blieb. Im weiteren Europa erreichte die Platte die Top 40 in Finnland sowie die Top 50 in Österreich, Deutschland, den Niederlanden und der Schweiz.
| ChartsChartplatzierungen     | Höchstplatzierung | Wochen |
| ---------------------------- | ----------------- | ------ |
| Deutschland (GfK)            | 43 (4 Wo.)        | 4      |
| Österreich (Ö3)              | 50 (7 Wo.)        | 7      |
| Schweiz (IFPI)               | 43 (3 Wo.)        | 3      |
| Vereinigtes Königreich (OCC) | 88 (1 Wo.)        | 1      |